# Marcus Davidsson
Marcus Thomas Davidsson, född 18 november 1998 i Tyresö, Stockholms län, är en svensk professionell ishockeyspelare som spelar för Tappara. Hans moderklubb är Tyresö HK.
Marcus är yngre bror till den professionella ishockeyspelaren Jonathan Davidsson, som även han spelar för Tappara.